# Buddyzorg
Buddyzorg biedt steun en begeleiding aan mensen die ernstig ziek zijn, een chronische en/of levensbedreigende aandoening hebben. Buddyzorg is er op gericht om de mogelijkheden, de daadkracht, de zelfstandigheid en de onafhankelijkheid van de cliënt te versterken. 

## Ontstaan en ontwikkeling
Op initiatief van oud-directeur Riek Stienstra startte Schorer in 1984 met het Buddyproject, een systeem van onderlinge zorg en ondersteuning voor homomannen met hiv/aids. Buddy’s waren veelal homomannen die zich met hart en ziel inzetten voor homomannen die ten dode waren opgeschreven. Na 25 jaar blijkt de buddyzorgformule nog steeds noodzakelijk. Het aantal mensen in Nederland dat overlijdt aan aids neemt af, maar de behoefte aan ondersteuning bij de acceptatie en het leren omgaan met hiv is nog altijd groot. Bij buddyzorg draait het niet meer om stervensbegeleiding, maar om levensbegeleiding en empowerment. 
Inspelend op de behoefte van de doelgroep van Schorer ontwikkelde Buddyzorg zich tot een breed zorgsysteem voor lesbische vrouwen, homomannen, biseksuelen en transgenders. Roze ouderen die zich geconfronteerd zien met sociaal isolement, homomannen en lesbische vrouwen met psychiatrische problemen, transgenders en allochtone jongeren met homoseksuele gevoelens kunnen nu ook een beroep doen op een buddy.
Na het faillissement van Schorer in maart 2012 werd de buddyzorg deels voortgezet door een nieuw opgerichte Stichting Roze Buddyzorg Amsterdam. Daarnaast heeft ook De Regenboog Groep een deel van buddyzorg overgenomen onder de naam Rainbow Buddy Support. Deze zorg richt zich echter alleen op homo’s, lesbiennes, biseksuelen en transgenders met psychische of psychiatrische problemen, of die in een sociaal isolement verkeren
Elders in het land zijn in de loop der jaren ook buddyprojecten opgezet en is het concept overgenomen voor andere doelgroepen.

## De buddy
De buddy is een vrijwilliger die zich inzet om de cliënt te steunen in het verwerken van zijn/haar ziekte. De relatie tussen buddy en cliënt is op basis van gelijkwaardigheid. De buddy biedt een luisterend oor, een maatje voor de cliënt en zal op bezoek gaan bij de cliënt, leuke dingen ondernemen, meegaan op ziekenhuisafspraken, ondersteuning bieden bij het omgaan met een handicap, als de impact van de ziekte op iemands sociale of emotionele leven te groot wordt.